# Bathyidia remota
Bathyidia remota är en kräftdjursart som beskrevs av Farran 1926. Bathyidia remota ingår i släktet Bathyidia och familjen Tisbidae. Inga underarter finns listade i Catalogue of Life.